# Seweren zentralen

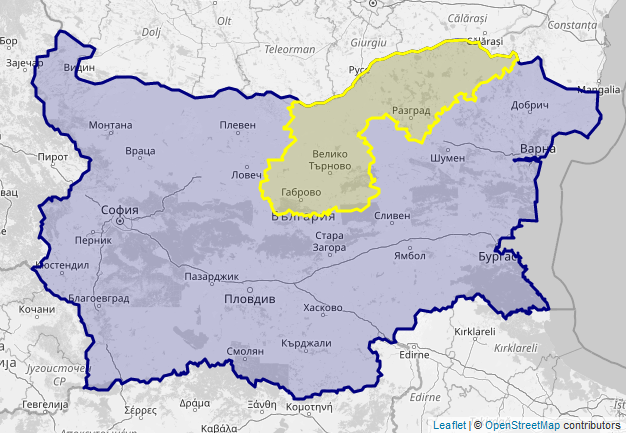
Lage in Bulgarien

Seweren zentralen (bulgarisch Северен централен, Deutsch: Nordzentral) ist eine der sechs Planungsregionen in Bulgarien auf der Ebene NUTS 2. Wie andere Entwicklungsregionen hat sie keine Verwaltungsbefugnisse. Ihre Hauptaufgabe ist die Koordinierung regionaler Entwicklungsprojekte und die Verwaltung von EU-Mitteln. Das Planungszentrum der Region liegt in der Stadt Russe. Weitere bedeutende Städte sind Gabrowo und Weliko Tarnowo.

## Geografie
Die Region besteht aus folgenden fünf Oblasten:
- Oblast Russe
- Oblast Weliko Tarnowo
- Oblast Gabrowo
- Oblast Rasgrad
- Oblast Silistra

## Demografie
Die Einwohnerzahl lag im Jahr 2020 bei 773.450 Personen. Die Region wird hauptsächlich von Bulgaren, Türken und Roma bewohnt.

## Wirtschaft
Im Jahr 2018 lag das regionale Bruttoinlandsprodukt je Einwohner, ausgedrückt in Kaufkraftstandards, bei 35 % des Durchschnitts der EU-27. Laut Eurostat ist Severen tsentralen damit eine der ärmsten Regionen in der EU.